# Skansudde fyrplats
Skansudde fyrplats är en fyrplats på Kronholmen i Västergarns distrikt på västra Gotland belägen mellan Visby och Klintehamn. Den första, ännu bevarade fyren, med fotogenlampa uppfördes på 1890 och ersattes av en nyare betongfyr 1936.Tillsammans med en mindre fyr på ön Västergarns utholme ledde fyrarna till en säker ankringsplats för fartyg på den annars oskyddade västra kusten av Gotland. Fyrplatsen var bemannad fram till 1938 och omges sedan 1958 av Visby golfklubb som tidigare använt bostadshuset som klubbhus.

## Historik
Den äldre fyren uppfördes 1890 och kompletterades två år senare med ett bostadshus. Bostadshus är av en typ av prefabricerade hus som vid tiden tillverkade av ett flertal snickerifabriker på uppdrag av Lotsverket. Tillverkaren av huset var sannolikt Bark & Warburg i Göteborg och det är ett exempel på de standardiserade fyr- och bostadshus som uppfördes över hela landet på 1890-talet. Huset rödfärgades med blyvita snickerier.
Fyren inventerades i samband med den inventering som gjordes 2000-2012 av Sveriges fyrar och fasta sjömärken men saknar kulturhistoriskt skydd. I den byggnadsantikvariska undersökning som genomfördes 2016, på uppdrag av fastighetsägaren, bedömdes fyrplatsen har stort kulturhistoriskt värde. Husen bevarar många originaldetaljer och fyrmiljön bedömdes spegla dels en stor del av Gotlands fyrväsende men också toppen av en industrialisering i Sverige med de prefabricerade husen som beställdes av staten".